# Вулиця Горпищенка (Севастополь)
Вулиця Горпищенка (крим. Ğorpışçenka soqaq) — вулиця в Нахімовському районі Севастополя в однойменному районі. Отримала назву 17 квітня 1951 року на честь учасника оборони Севастополя 1941-42 років полковника Павла Пилиповича Горпищенка.